# 윈 텟 우
윈 텟 우(ဝင်းထက်ဦး)는 미얀마의 수영 선수이다.
말레이시아에서 태어나 필리핀 마닐라 국제 학교와 뉴욕 대학교를 다녔다. 2017년에는 수영 훈련을 받기 위해 오스트레일리아 멜버른으로 옮겼다.
2013년 동남아시아 경기 대회와 2019년 동남아시아 경기 대회에 미얀마 국가대표 수영 선수로 참가했다.
2019년 동남아시아 경기에서 2020년 도쿄 올림픽 50m 자유형 출전권을 땄다.
2021년 미얀마 쿠데타가 일어난 뒤인 2021년 3월, 윈 텟 우는 미얀마 올림픽 위원회(MOC)가 군에 장악될 것이라며 국제 올림픽 위원회(IOC)에게 MOC를 퇴출할 것과 미얀마 선수들을 중립 팀으로 참가할 수 있게 해줄 것을 요청하는 탄원을 했지만 받아들여지지 않았다. 2021년 4월 그는 7월에 열리는 2020년 하계 올림픽에 참가하는 것을 포기했다. 한편 IOC는 그가 미얀마 올림픽 대표팀에 포함되어 있지 않았다고 밝혔다.